# Punk Rock Jesus
Punk Rock Jesus est un comics de 6 numéros, scénarisé et dessiné par Sean Murphy, et publié aux États-Unis en 2012 par Vertigo.
En France, Punk Rock Jesus est sorti le 20 septembre 2013 chez Urban Comics dans une édition regroupant l'ensemble des 6 comics, collection Vertigo Deluxe.

## Descriptions

### Histoire
En 2019, la société de téléréalité Ophis lance le projet J2 (Jesus #2), destiné à réaliser le clonage de Jésus-Christ à partir de cellules du Saint-Suaire. Grâce à l'expertise scientifique du Dr Epstein et à la surveillance de Thomas McKael, le premier clonage humain réussit.
Une jeune femme vierge, Gwen, donne ainsi naissance en direct à la télévision à un petit garçon, Chris.
Mais 15 ans plus tard, l’expérience se retourne contre Ophis lorsque Chris, alors adolescent, se rebelle contre la société qui l'a créé en devenant leader d'un groupe punk et le prophète d'une autre Amérique.

### Personnages
Chris : premier enfant né du projet J2, il est le clone de Jésus-Christ. Élevé durant 15 ans isolé sur une île et scruté par le monde entier, il finira par s'enfuir et prêcher un autre message que ce que lui imposait Ophis. Bien que clone de Jésus-Christ, Chris se revendique comme athée.

Thomas McKael : chargé de la sécurité du projet J2. Thomas est élevé et entraîné par son oncle après la mort de ses parents, militants de l'IRA. Il rejoint également cette organisation et est arrêté à la suite de la mort de quatre personnes lors d'un attentat à la bombe; pour s'en amender, il rejoint les forces spéciales britanniques, et notamment le Special Reconnaissance Regiment.

Sarah Epstein : généticienne et environnementaliste, elle est la responsable scientifique du projet. Titulaire d'un Prix Nobel en 2016, elle a créé des plantes qui assimilent plus rapidement le CO2 et a réalisé des clonages d'ours polaires pour ralentir leur extinction. Elle se met au service d'Ophis afin d'obtenir les fonds nécessaires à la création d'un nouveau type d'algue et endiguer plus efficacement le réchauffement climatique.

Gwen Fairling : mère de Chris, Gwen est spécifiquement choisie par la société Orphis, malgré une campagne d'auditions présentée comme un recrutement ouvert. Elle est sujette à une dépression périnatale et développe une dépendance à l'alcool.

Mr. Slate : initiateur et leader de J2, Slate est omniprésent dans chaque aspect du projet. Il veille particulièrement à ses aspects médiatiques, en exigeant notamment une modification génétique pour donner à Chris la peau claire et les yeux bleus, ou en diffusant des images de synthèse pour camoufler au monde entier la naissance de la sœur jumelle de Chris.

## Analyse
Dans une interview, Sean Murphy confie que le scénario est lié à sa propre histoire : il en a commencé l'écriture lorsqu'il avait 23 ans et était catholique. Devenu entre-temps athée, ce livre est source de conflits avec ses proches, notamment avec sa mère, chrétienne born again.
Il explique aussi avoir voulu donner à son histoire une esthétique punk, et l'ambiance underground des comics qui l'ont influencés dans sa jeunesse.

## Publication

### Version française
- Punk Rock Jesus (2013, Urban Comics)[3]

### Version originale
- Punk Rock Jesus (#1-6, 2012, Vertigo)

## Récompenses
- 2014 : prix de la meilleure bande dessinée de science-fiction à l'occasion du festival des Utopiales de Nantes[4].